# Медвежий (Хабаровский край)
Медве́жий, также ЛЗП Медвежий (лесозаготовительный пункт) — посёлок в Вяземском районе Хабаровского края. Образует сельское поселение «Посёлок Медвежий».

## История
Лесозаготовочный пункт Медвежий был основан в 1951 году. Был застроен бараками, вдоль которых тянулись узкие дощатые тротуары. Проживали в поселке 200 человек, в основном спецпереселенцы с Украины и солдаты с Ворошиловского сплавного участка.

## География
Посёлок стоит на берегу реки Правый Подхорёнок. Расстояние до районного центра (город Вяземский) — 60 километров, до краевого центра (Хабаровск) — 180 километров. Площадь поселения — 243 гектара.
С районным центром (г. Вяземский) посёлок соединяет грунтовая дорога протяжённостью 56 км.

## Население
| 1992 | 2002 | 2010 | 2011 | 2012 | 2013 | 2014 |
| ---- | ---- | ---- | ---- | ---- | ---- | ---- |
| 403  | ↘267 | ↘136 | →136 | ↘134 | ↘124 | ↘113 |
| 2015 | 2016 | 2017 | 2018 | 2019 | 2020 | 2021 |
| ↘106 | ↘100 | ↘98  | ↗100 | ↘98  | ↘91  | ↘37  |

## Инфраструктура
Основная отрасль хозяйства при СССР — лесозаготовки. В настоящее время леспромхоз — банкрот (не существует).
В посёлке находилась неполная средняя школа. Больше не функционирует, закрыта.
Через посёлок Медвежий проходила лесовозная Вяземская узкоколейная железная дорога, разобрана в первой половине 1990-х годов.